# New York City E-Prix 2019
Der New York City E-Prix 2019 (offiziell: 2019 New York City E-Prix) fand am 13. und 14. Juli auf der Formel-E-Rennstrecke New York City in New York City statt und war das zwölfte sowie das dreizehnte Rennen der FIA-Formel-E-Meisterschaft 2018/19. Es handelte sich um den dritten New York City E-Prix sowie um das Saisonfinale der fünften Saison der FIA-Formel-E-Meisterschaft.

## Bericht

### Hintergrund
Nach dem Bern E-Prix führte Jean-Éric Vergne in der Fahrerwertung mit 32 Punkten vor Lucas di Grassi und mit 43 Punkten vor Mitch Evans. Insgesamt acht Fahrer hatten noch eine rechnerische Chance auf den Gewinn der Fahrermeisterschaft. In der Teamwertung hatte DS Techeetah 43 Punkte Vorsprung auf Audi Sport ABT Schaeffler Formula E Team und 66 Punkte Vorsprung auf Envision Virgin Racing.
Mit Sam Bird (zweimal), di Grassi und Vergne (jeweils einmal) traten drei ehemalige Sieger zu diesem Rennen an.

### Renntag eins

#### Training
Im ersten freien Training fuhr Alexander Sims mit einer Rundenzeit von 1:09,959 Minuten die Bestzeit vor Sébastien Buemi und Robin Frijns.
Im zweiten freien Training war Oliver Rowland in 1:09,695 Minuten Schnellster vor António Félix da Costa und Buemi.

### Qualifying
Das Qualifying begann um 11:45 Uhr und fand in vier Gruppen zu je fünf oder sechs Fahrern statt, jede Gruppe hatte sechs Minuten Zeit, in der die Piloten maximal eine gezeitete Runde mit einer Leistung 200 kW und anschließend maximal eine gezeitete Runde mit einer Leistung von 250 kW fahren durften. Buemi war mit einer Rundenzeit von 1:10,556 Minuten Schnellster. 
Die sechs schnellsten Fahrer fuhren anschließend im Superpole genannten Einzelzeitfahren die ersten sechs Positionen aus. Buemi sicherte sich mit einer Rundenzeit von 1:10,188 Minuten die Pole-Position und damit drei Punkte. Die weiteren Positionen belegten Pascal Wehrlein, Alex Lynn, Daniel Abt, Sims und Bird.

### Rennen
Das Rennen ging über eine Zeit von 45 Minuten zuzüglich einer Runde. Jeder Fahrer musste den Attack-Mode zweimal aktivieren, nach der Aktivierung leistete das Fahrzeug für eine Zeit von vier Minuten maximal 225 kW statt 200 kW.
Buemi gewann das Rennen vor Evans und Félix da Costa. Es war sein 13. Sieg in der FIA-Formel-E-Meisterschaft und der erste seit dem Berlin ePrix 2017. Außerdem war es der erste Sieg für Nissan als Antriebshersteller in der Meisterschaft. Die restlichen Punkteplatzierungen belegten Sims, di Grassi, Abt, Wehrlein, Bird, Jérôme D’Ambrosio und Oliver Turvey. Der Punkt für die schnellste Rennrunde unter den ersten Zehn ging an Abt.
In der Gesamtwertung blieb Vergne vor di Grassi und Evans, Buemi war nun Vierter. Nur noch diese Fahrer hatten mathematische Chancen auf den Gewinn des Fahrertitels. Bei den Teams verkürzte Audi den Rückstand auf Techeetah. Nissan e.dams war nun Dritter, konnte jedoch rechnerisch nicht mehr Meister werden.

### Renntag zwei

#### Training
D’Ambrosio fuhr im einzigen freien Training am zweiten Renntag mit einer Rundenzeit von 1:09,712 Minuten die schnellste Zeit vor Robin Frijns und Sims. Das Training musste wegen eines losen Schachtdeckels unterbrochen und nach einem Unfall von Gary Paffett kurz vor dem Ende des Trainings abgebrochen werden.

### Qualifying
Das Qualifying begann um 11:45 Uhr und fand in vier Gruppen zu je fünf oder sechs Fahrern statt. Jede Gruppe hatte sechs Minuten Zeit, in der die Piloten maximal eine gezeitete Runde mit einer Leistung 200 kW und anschließend maximal eine gezeitete Runde mit einer Leistung von 250 kW fahren durften. Sims war mit einer Rundenzeit von 1:09,690 Minuten Schnellster. 
Die sechs schnellsten Fahrer fuhren anschließend im Superpole genannten Einzelzeitfahren die ersten sechs Positionen aus. Sims sicherte sich mit einer Rundenzeit von 1:09,617 Minuten die Pole-Position und damit drei Punkte. Die weiteren Positionen belegten Frijns, Buemi, Bird, Stoffel Vandoorne und Abt. Da Buemi nicht die drei Punkte für die Pole-Position gewann, konnte er den Titel rechnerisch nun nicht mehr gewinnen.

### Rennen
Das Rennen ging über eine Zeit von 45 Minuten zuzüglich einer Runde. Jeder Fahrer musste den Attack-Mode dreimal aktivieren, nach der Aktivierung leistete das Fahrzeug für eine Zeit von vier Minuten maximal 225 kW statt 200 kW.
Frijns gewann das Rennen vor Sims und Buemi. Die restlichen Punkteplatzierungen belegten Bird, Abt, Rowland, Vergne, Vandoorne, Félix da Costa und Paffett. Der Punkt für die schnellste Rennrunde unter den ersten Zehn ging an Abt.
Vergne sicherte sich mit dem siebten Platz seinen zweiten Meistertitel, Techeetah gewann erstmals die Teamwertung.

## Meldeliste
Alle Teams und Fahrer verwendeten Reifen von Michelin.
| Team                                     | Fahrzeug           | Nr. | Fahrer                 |
| ---------------------------------------- | ------------------ | --- | ---------------------- |
| Audi Sport ABT Schaeffler Formula E Team | Audi e-tron FE05   | 11  | Lucas di Grassi        |
| Audi Sport ABT Schaeffler Formula E Team | Audi e-tron FE05   | 66  | Daniel Abt             |
| DS Techeetah                             | DS E-Tense FE 19   | 25  | Jean-Éric Vergne       |
| DS Techeetah                             | DS E-Tense FE 19   | 36  | André Lotterer         |
| Envision Virgin Racing                   | Audi e-tron FE05   | 02  | Sam Bird               |
| Envision Virgin Racing                   | Audi e-tron FE05   | 04  | Robin Frijns           |
| Mahindra Racing                          | Mahindra M5Electro | 64  | Jérôme D’Ambrosio      |
| Mahindra Racing                          | Mahindra M5Electro | 94  | Pascal Wehrlein        |
| Nissan e.dams                            | Nissan IM01        | 22  | Oliver Rowland         |
| Nissan e.dams                            | Nissan IM01        | 23  | Sébastien Buemi        |
| Panasonic Jaguar Racing                  | Jaguar I-Type III  | 03  | Alex Lynn              |
| Panasonic Jaguar Racing                  | Jaguar I-Type III  | 20  | Mitch Evans            |
| Venturi Formula E Team                   | Venturi VFE05      | 19  | Felipe Massa           |
| Venturi Formula E Team                   | Venturi VFE05      | 48  | Edoardo Mortara        |
| NIO Formula E Team                       | NIO Sport 004      | 08  | Tom Dillmann           |
| NIO Formula E Team                       | NIO Sport 004      | 16  | Oliver Turvey          |
| Geox Dragon                              | PENSKE EV-3        | 06  | Maximilian Günther     |
| Geox Dragon                              | PENSKE EV-3        | 07  | José María López       |
| BMW i Andretti Motorsport                | BMW iFE.18         | 27  | Alexander Sims         |
| BMW i Andretti Motorsport                | BMW iFE.18         | 28  | António Félix da Costa |
| HWA Racelab                              | Venturi VFE05      | 05  | Stoffel Vandoorne      |
| HWA Racelab                              | Venturi VFE05      | 17  | Gary Paffett           |

## Meisterschaftsstände nach dem ersten Rennen
Die ersten Zehn des Rennens bekommen 25, 18, 15, 12, 10, 8, 6, 4, 2 bzw. 1 Punkt(e). Zusätzlich gibt es drei Punkte für die Pole-Position und einen Punkt für den Fahrer unter den ersten Zehn, der die schnellste Rennrunde erzielt.

### Fahrerwertung
| Pos. | Fahrer                 | Team                                     | Punkte |
| ---- | ---------------------- | ---------------------------------------- | ------ |
| 01   | Jean-Éric Vergne       | DS Techeetah                             | 130    |
| 02   | Lucas di Grassi        | Audi Sport ABT Schaeffler Formula E Team | 108    |
| 03   | Mitch Evans            | Panasonic Jaguar Racing                  | 105    |
| 04   | Sébastien Buemi        | Nissan e.dams                            | 104    |
| 05   | António Félix da Costa | BMW i Andretti Motorsport                | 97     |
| 06   | André Lotterer         | DS Techeetah                             | 86     |
| 07   | Daniel Abt             | Audi Sport ABT Schaeffler Formula E Team | 84     |
| 08   | Robin Frijns           | Envision Virgin Racing                   | 81     |
| 09   | Sam Bird               | Envision Virgin Racing                   | 73     |
| 10   | Jérôme D’Ambrosio      | Mahindra Racing                          | 67     |
| 11   | Oliver Rowland         | Nissan e.dams                            | 63     |
| 12   | Pascal Wehrlein        | Mahindra Racing                          | 58     |
| 13   | Edoardo Mortara        | Venturi Formula E Team                   | 52     |

| Pos. | Fahrer             | Team                      | Punkte |
| ---- | ------------------ | ------------------------- | ------ |
| 14   | Alexander Sims     | BMW i Andretti Motorsport | 39     |
| 15   | Felipe Massa       | Venturi Formula E Team    | 36     |
| 16   | Stoffel Vandoorne  | HWA Racelab               | 31     |
| 17   | Maximilian Günther | Geox Dragon               | 20     |
| 18   | Alex Lynn          | Panasonic Jaguar Racing   | 10     |
| 19   | Gary Paffett       | HWA Racelab               | 8      |
| 20   | Oliver Turvey      | NIO Formula E Team        | 7      |
| 21   | José María López   | Geox Dragon               | 3      |
| 22   | Nelson Piquet jr.  | Panasonic Jaguar Racing   | 1      |
| 23   | Tom Dillmann       | NIO Formula E Team        | 0      |
| 24   | Felipe Nasr        | Geox Dragon               | 0      |
| –    | Felix Rosenqvist   | Mahindra Racing           | 0      |

### Teamwertung
| Pos. | Team                                     | Punkte |
| ---- | ---------------------------------------- | ------ |
| 01   | DS Techeetah                             | 216    |
| 02   | Audi Sport ABT Schaeffler Formula E Team | 192    |
| 03   | Nissan e.dams                            | 167    |
| 04   | Envision Virgin Racing                   | 154    |
| 05   | BMW i Andretti Motorsport                | 136    |
| 06   | Mahindra Racing                          | 125    |

| Pos. | Team                    | Punkte |
| ---- | ----------------------- | ------ |
| 07   | Panasonic Jaguar Racing | 116    |
| 08   | Venturi Formula E Team  | 88     |
| 09   | HWA Racelab             | 39     |
| 10   | Geox Dragon             | 23     |
| 11   | NIO Formula E Team      | 7      |